# Dat Tran
Dat P. Tran là một công chức người Mỹ, là phó trợ lý bộ trưởng chính cho Văn phòng Hội nhập Doanh nghiệp của Bộ Cựu chiến binh Hoa Kỳ và là Bộ trưởng Cựu chiến binh Hoa Kỳ tạm quyền.
Dat Tran sinh ra tại Việt Nam, theo gia đình sang Mỹ sau khi Sài Gòn thất thủ năm 1975, gia đình ông ở trên một trong các chuyến trực thăng cuối cùng rời khỏi Đại sứ quán Hoa Kỳ tại Sài Gòn năm 1975.
Trong một phỏng vấn trước đây, ông cho hay gia đình ông ở trên một trong các chuyến trực thăng cuối cùng rời khỏi sứ quán Mỹ ở Sài Gòn năm 1975.
Ông định cư ở tiểu bang Ohio, Hoa Kỳ và tốt nghiệp đại học bang Ohio bằng Kỹ sư Hệ thống Công nghiệp.
Ông định cư ở tiểu bang Ohio, Hoa Kỳ và tốt nghiệp đại học bang Ohio bằng Kỹ sư Hệ thống Công nghiệp.
Dat Tran tốt nghiệp Trường ĐH bang Ohio, chuyên ngành kỹ thuật hệ thống công nghiệp.
Dat Tran từng là giám đốc sản xuất cho Công ty điện Square D ở Milwaukee, bang Wisconsins.
Dat Tran làm việc trong Ủy ban Các vấn đề cựu binh của Thượng viện Mỹ từ năm 1995 đến năm 2001, phụ trách giám sát các chương trình công nghệ thông tin, điều phối các cuộc điều trần và hoạt động lập pháp của ủy ban.

## Bộ trưởng Cựu chiến binh
Vào ngày 20 tháng 1 năm 2021 sau Lễ nhậm chức của Tổng thống Joe Biden, Trần được chọn làm nhiệm vụ Bộ trưởng Cựu chiến binh Hoa Kỳ tạm quyền, đang chờ Thượng viện Hoa Kỳ phê chuẩn đề xuất Denis McDonough vào chức vụ bộ trưởng bộ này.